# Chowan County
Chowan County ist ein County im US-Bundesstaat North Carolina der Vereinigten Staaten. Der Verwaltungssitz (County Seat) ist Edenton, das nach Charles Eden benannt wurde, einem frühen Gouverneur.

## Geographie
Das County liegt im Nordosten von North Carolina, ist im Norden etwa 40 km von Virginia entfernt und hat eine Fläche von 604 Quadratkilometern, wovon 157 Quadratkilometer Wasserfläche sind. Es grenzt im Uhrzeigersinn an folgende Countys: Perquimans County, Bertie County, Hertford County und Gates County.

## Geschichte
Das County wurde 1671 gebildet und hieß ursprünglich Shaftesbury. Den heutigen Namen erhielt es 13 Jahre später. Benannt wurde es nach dem Indianerstamm der Chowanoke.

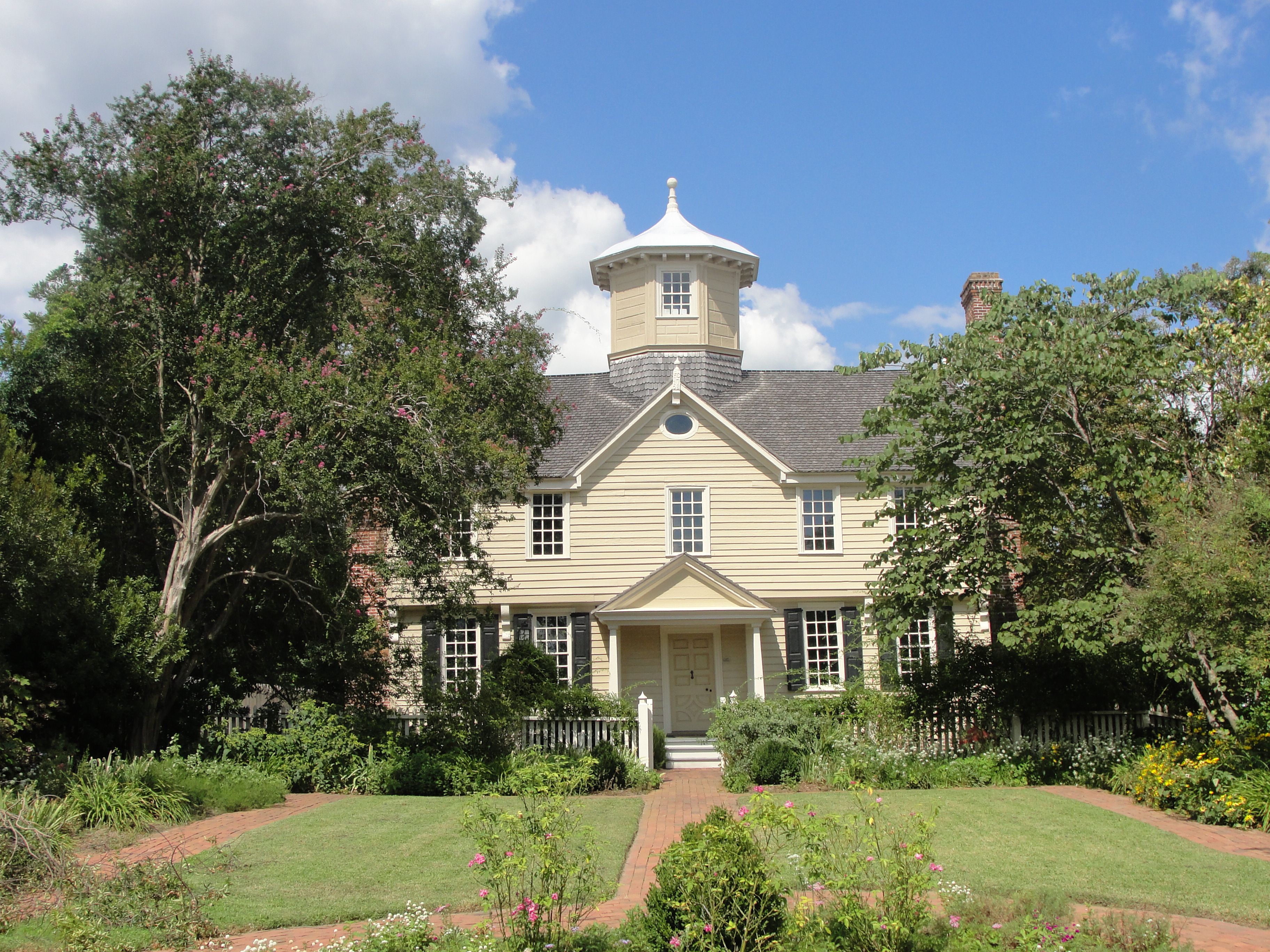
Cupola House (2012)

Im County liegen drei National Historic Landmarks, das Chowan County Courthouse, das Cupola House und die Hayes Plantation. 26 Bauwerke und Stätten des Countys sind insgesamt im National Register of Historic Places eingetragen (Stand 23. Februar 2018).

## Demografische Daten
Nach der Volkszählung im Jahr 2000 lebten im Chowan County 14.526 Menschen in 5.580 Haushalten und 4.006 Familien. Die Bevölkerungsdichte betrug 32 Einwohner pro Quadratkilometer. Ethnisch betrachtet setzte sich die Bevölkerung zusammen aus 60,54 Prozent Weißen, 37,52 Prozent Afroamerikanern, 0,30 Prozent amerikanischen Ureinwohnern, 0,34 Prozent Asiaten, 0,01 Prozent Bewohnern aus dem pazifischen Inselraum und 0,60 Prozent aus anderen ethnischen Gruppen; 0,70 Prozent stammten von zwei oder mehr Ethnien ab. 1,51 Prozent der Bevölkerung waren spanischer oder lateinamerikanischer Abstammung.
Von den 5.580 Haushalten hatten 30,3 Prozent Kinder unter 18 Jahren, die bei ihnen lebten. 53,0 Prozent davon waren verheiratete, zusammenlebende Paare, 15,7 Prozent waren allein erziehende Mütter und 28,2 Prozent waren keine Familien. 25,3 Prozent waren Singlehaushalte und in 12,1 Prozent lebten Menschen mit 65 Jahren oder älter. Die Durchschnittshaushaltsgröße betrug 2,48 und die durchschnittliche Familiengröße war 2,94 Personen.
23,9 Prozent der Bevölkerung waren unter 18 Jahre alt. 9,6 Prozent zwischen 18 und 24 Jahre, 24,1 Prozent zwischen 25 und 44 Jahre, 24,4 Prozent zwischen 45 und 64, und 17,9 Prozent waren 65 Jahre alt oder Älter. Das Durchschnittsalter betrug 40 Jahre. Auf alle weibliche Personen kamen 88,1 männliche Personen. Auf alle Frauen im Alter von 18 Jahren oder darüber kamen 84,6 Männer.
Das jährliche Durchschnittseinkommen eines Haushalts betrug 30.928 USD und das jährliche Durchschnittseinkommen einer Familie betrug 36.986 $. Männer hatten ein durchschnittliches Einkommen von 29.719 $ gegenüber den Frauen mit 19.826 $. Das Prokopfeinkommen betrug 15.027 $. 17,6 Prozent der Bevölkerung und 13,7 Prozent der Familien lebten unterhalb der Armutsgrenze. 25,5 Prozent von ihnen sind Kinder und Jugendliche unter 18 Jahre und 16,7 Prozent sind 65 Jahre oder älter.